# Josh Holloway
Pour les articles homonymes, voir Holloway.
 (avril 2016).
Si vous disposez d'ouvrages ou d'articles de référence ou si vous connaissez des sites web de qualité traitant du thème abordé ici, merci de compléter l'article en donnant les références utiles à sa vérifiabilité et en les liant à la section « Notes et références ».
Josh Lee Holloway est un acteur, producteur et mannequin américain, né le 20 juillet 1969 à San José, en Californie.
Il est surtout connu pour avoir incarné James « Sawyer » Ford dans la série télévisée Lost (2004-2010). Il a joué le personnage de Will Bowman dans la série télévisée Colony (2016-2018) et, plus récemment, de Jim Ellis dans Duster (2025).

## Biographie
Josh Holloway est né le 20 juillet 1969 à San José, en Californie.
Il est le benjamin de la famille. Il naît quelques minutes après que Neil Armstrong eut posé le pied sur la Lune.
À l'âge de deux ans, il déménage dans les Montagnes Blue Ridge en Géorgie où il grandit avec ses trois frères et son ami Thomas Di-Maria.
Il obtient son baccalauréat au Cherokee High School à Canton en Georgie. En vivant dans une petite ville, il se découvre une passion pour le cinéma qui lui permet de découvrir d'autres univers.

## Carrière
Après un an à l'université de Georgie, il part pour New York et débute avec succès une carrière de mannequin qui le fait voyager à travers l'Europe et l'Amérique du Nord. Puis son envie de jouer le mène à Los Angeles, où il obtient un rôle dans la comédie Dr. Benny avec Eddie McClintock et Sarah Wynter. Il continue sur sa lancée avec des premiers rôles dans des films indépendants comme Cold Heart, Mi Amigo et Moving August. Il apparaît dans le clip de la chanson Cryin' d'Aerosmith en 1993.
Puis, il gagne en reconnaissance grâce au rôle principal qu'il tient dans Jurassic Tiger, film diffusé sur Syfy, aux côtés de David Keith et John Rhys-Davies. En 2001, il joue dans Les Experts, NCIS : Enquêtes spéciales, Angel ainsi qu'un petit rôle dans la série Walker, Texas Ranger.
En 2004, il est choisi pour jouer James « Sawyer » Ford dans le feuilleton télévisé Lost : Les Disparus. En 2005, il est retenu par le magazine People pour être dans le « top » des 50 plus belles personnalités du monde.
Il interprète également un rôle dans les cinématiques du jeu vidéo Command and Conquer 3 : Les Guerres du Tiberium sorti en mars 2007.
En 2013, il décroche le rôle principal de la série Intelligence programmé par CBS. L'intrigue suit une unité spéciale de l'armée américaine, crée autour de l'agent Gabriel Vaughn qui possède un don très particulier grâce à une puce intégrée dans son cerveau. Après avoir diffusé les treize épisodes de la saison, CBS décide de l'annuler pour cause de mauvaises audiences.

### Vie privée
Il est marié depuis octobre 2004 avec Yessica Kumala. Ils se sont rencontrés en 1999 dans une boîte de nuit de Los Angeles. Ils ont deux enfants. Une fille, Java Kumala Holloway née en 2009 et un garçon Hunter Lee Holloway né en 2014.

## Filmographie

### Cinéma

#### Longs métrages
- 2001 : Cold Heart de Dennis Dimster : Sean
- 2002 : Moving August de Christopher Fink : Loren Carol
- 2002 : Mi Amigo de Milton Brown : Pal jeune
- 2007 : Whisper de Stewart Hendler : Max Truemont
- 2009 : Stay Cool de Michael Polish : Wino
- 2011 : Mission impossible : Protocole Fantôme (Mission: Impossible – Ghost Protocol) de Brad Bird : Trevor Hanaway
- 2013 : Paranoia de Robert Luketic : Agent Billups
- 2013 : Battle Of The Year de Benson Lee : Jason Blake
- 2014 : Sabotage de David Ayer : Eddie "Neck" Jordan

### Télévision

#### Séries télévisées
- 1999 : Angel : L'homme séduisant
- 2001 : Walker, Texas Ranger : Ben Wiley
- 2001 : The Lyon's Den : Le petit ami de Lana
- 2003 : Les Experts (CSI: Crime Scene Investigation) : Kenny Richmond
- 2004 : NCIS : Enquêtes spéciales (NCIS) : Le shérif
- 2004 - 2010 : Lost : Les Disparus (Lost) : James « Sawyer » Ford
- 2011 : Community : Le cavalier noir
- 2013 : Yo Gabba Gabba! : Le fermier
- 2014 : Intelligence : Gabriel Vaughn
- 2016 - 2018 : Colony : Will Bowman
- 2020 : Histoires fantastiques (Amazing Stories) : Wayne Wilkes
- 2020 - 2021 : Yellowstone : Roarke Morris
- 2025 : Duster : Jim

#### Téléfilms
- 2002 : Jurassic Tiger (Sabretooth) de James D.R. Hickox : Trent Parks
- 2011 : Un combat, cinq destins (Five) d'Alicia Keys, Jennifer Aniston, Patty Jenkins, Demi Moore et Penelope Spheeris : Bill

### Jeux vidéo
- 2007 : Command and Conquer 3 : Les Guerres du Tiberium (Command and Conquer 3: Tiberium Wars) : Ajay (voix)

## Voix françaises
En France, Arnaud Arbessier est la voix régulière de Josh Holloway dans la quasi-majorité de ses apparitions depuis la série Lost : Les Disparus.
À titre exceptionnel, il a été doublé par Damien Boisseau dans Whisper, Julien Sibre dans le téléfilm Un combat, cinq destins et Serge Biavan dans Histoires fantastiques.

## Distinctions

### Récompenses
- 2006 : Screen Actors Guild Awards Outstanding Performance by an Ensemble in a Drama Series Lost (partagés avec: Adewale Akinnuoye-Agbaje (M. Eko), Emilie de Ravin (Claire Littleton), Naveen Andrews (Sayid Jarrah), Matthew Fox (Jack Shephard), Jorge Garcia (Hurley/Hugo), Malcolm David Kelley (Walt Lloyd), Maggie Grace (Shannon Rutherford), Daniel Dae Kim (Jin-Soo Kwon), Yunjin Kim (Sun Kwon), Dominic Monaghan (Charlie Pace), Evangeline Lilly (Kate Austen), Terry O'Quinn (John Locke), Harold Perrineau (Michael Dawson), Michelle Rodríguez (Ana-Lucia Cortez), Ian Somerhalder (Boone Carlyle), Cynthia Watros (Libby)
- 2010 : Saturn Award Meilleur acteur à la télévision pour Lost

### Nominations
- 2005 : Teen Choice Award Choice TV Breakout Performance - Male, pour Lost
- 2006 : Teen Choice Award TV - Choice Chemistry (Partagée avec: Evangeline Lilly & Matthew Fox) pour Lost
- 2007 : Saturn Award Meilleur acteur dans un programme de télévision pour Lost
- 2008 : Teen Choice Award Choice TV Actor: Action Adventure pour Lost
- 2008 : Saturn Award Meilleur acteur de support à la télévision pour Lost
- 2009 : Teen Choice Award Choice TV Actor: Action Adventure pour Lost
- 2009 : Saturn Award Meilleur acteur de support à la télévision pour Lost